# Buena Vista (Alma)

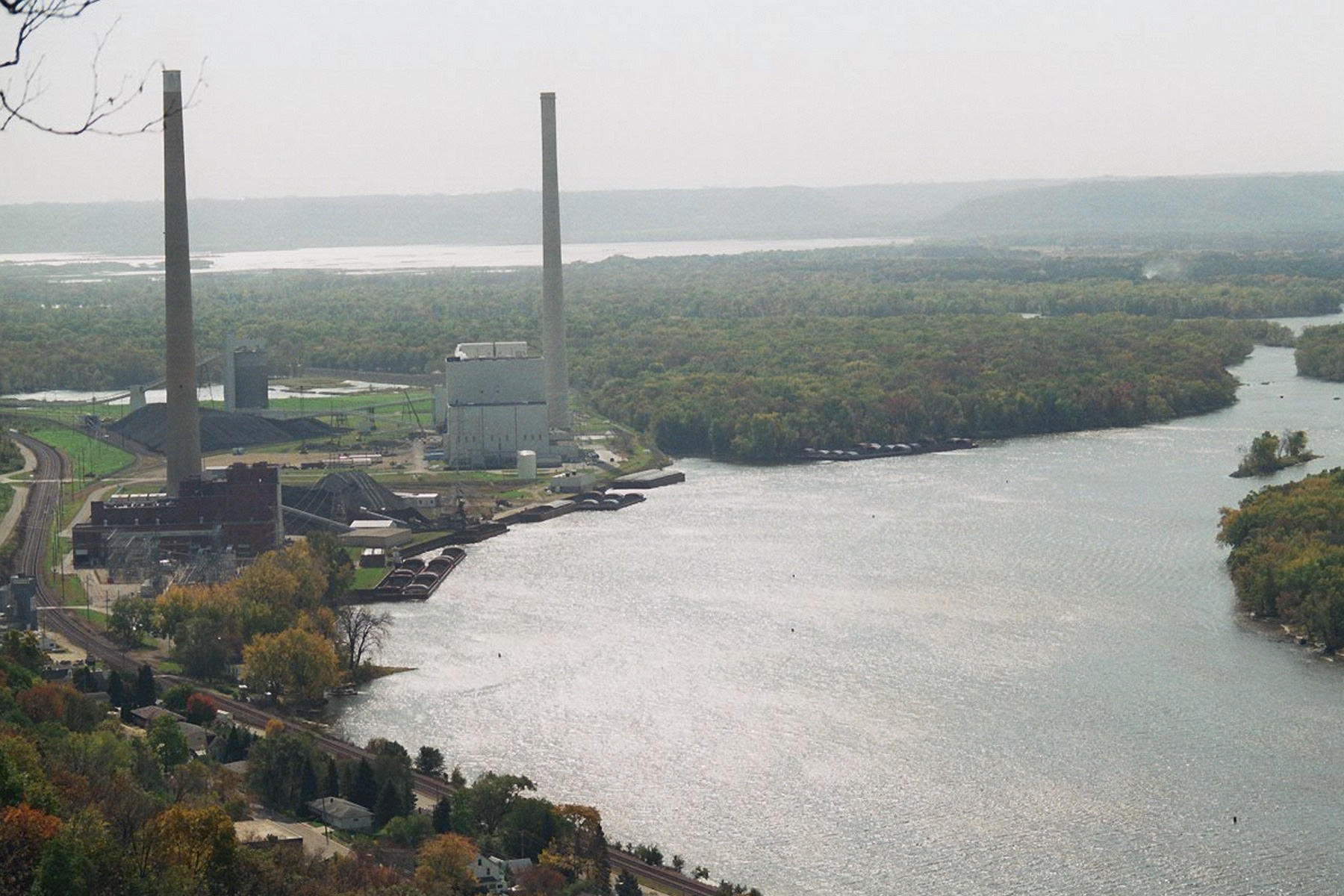
Blick Richtung Süden

Die Anhöhe Buena Vista ist eine Erhebung unweit des Flusses Mississippi nahe der Stadt Alma im Buffalo County im US-amerikanischen Bundesstaat Wisconsin. Man hat eine sehr weite Sicht und erkennt gut die Struktur des nördlichen Mississippi, der hier Wisconsin von Minnesota trennt. Fluss und Bahn werden hier überwiegend für den Warentransport benutzt.
Der Aussichtspunkt wurde für Touristen und Einheimische angelegt und ist beliebter Picknicktreffpunkt.
Koordinaten: 44° 19′ N, 91° 54′ W